# بیرا
بیرا یکی از شش ناحیه باستانی (کومارکا) کشور پرتغال است. 

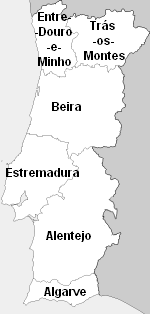

## نگارخانه

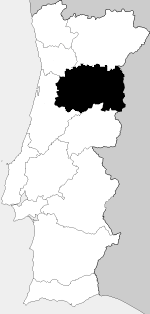
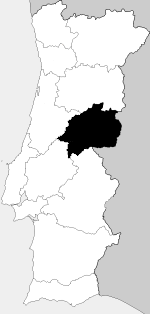
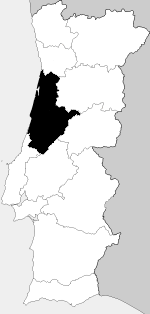
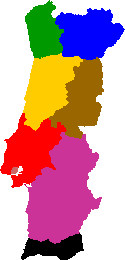
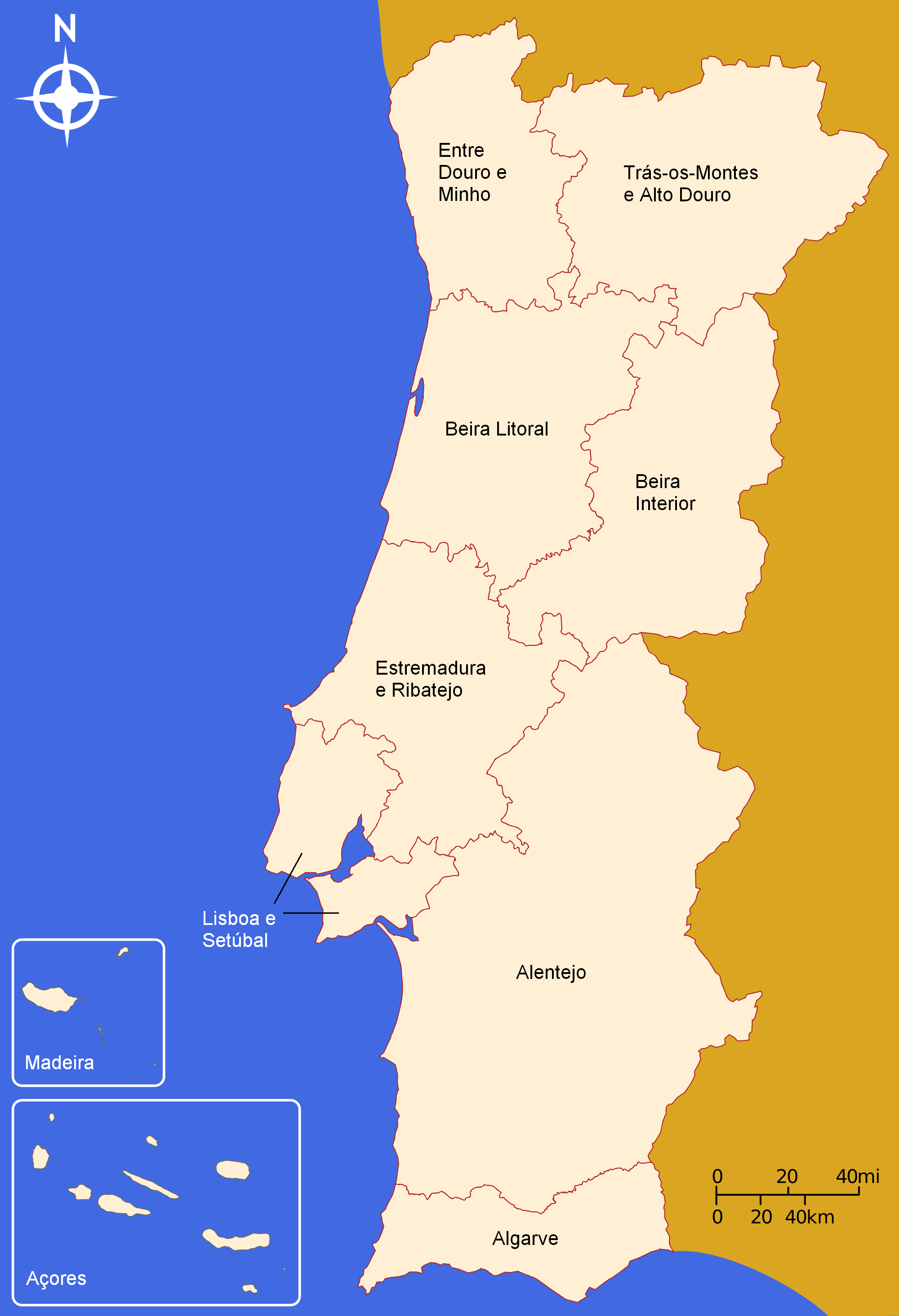